# Leptosphaeria baggei
Leptosphaeria baggei är en svampart som först beskrevs av Auersw. & Niessl, och fick sitt nu gällande namn av Pier Andrea Saccardo 1883. Leptosphaeria baggei ingår i släktet Leptosphaeria och familjen Leptosphaeriaceae.   Inga underarter finns listade i Catalogue of Life.